# Ramón Salazar Estrada
Ramón Salazar Estrada (ur. 17 maja 1963 w Guadalajarze) – meksykański duchowny katolicki, biskup pomocniczy Guadalajary od 2021.

## Życiorys

### Prezbiterat
Święcenia kapłańskie przyjął 30 maja 1993 i został inkardynowany do archidiecezji Guadalajary. Pracował głównie jako wykładowca i ojciec duchowny w archidiecezjalnych seminariach duchownych. W latach 2006–2015 był też ojcem duchownym w instytucie dla dojrzałych powołań.

### Episkopat
18 września 2021 papież Franciszek mianował go biskupem pomocniczym Guadalajary ze stolicą tytularną Bisarcio. Sakry udzielił mu 30 listopada 2021 kardynał Francisco Robles Ortega.